# Debenham-Gletscher
Der Debenham-Gletscher ist ein Gletscher im ostantarktischen Viktorialand. Er fließt in den nördlichen Abschnitt des Wilson-Piedmont-Gletschers an der Scott-Küste.
Erstmals kartiert wurde er bei der Discovery-Expedition (1901–1904) unter der Leitung des britischen Polarforschers Robert Falcon Scott. Die Benennung erfolgte jedoch erst im Zuge von Scotts Terra-Nova-Expedition (1910–1913). Namensgeber ist der australische Geologe Frank Debenham (1883–1965), Teilnehmer an letzterer Forschungsreise.